# Rắn cạp nia nam
Rắn cạp nia Mã Lai hay cạp nia miền nam, rắn hổ khoang, rắn vòng bạc (danh pháp hai phần: Bungarus candidus) là một loài rắn cạp nia thuộc họ Rắn hổ. Loài này được mô tả năm 1758 bởi Linnaeus. Loài này phân bố ở Campuchia, Indonesia (Java, Sumatra, Bali, Sulawesi), Malaysia (Malaya), Singapore, Thái Lan, Việt Nam.

## Nọc độc
Ở chuột, LD50 IV của loài này là 0,1 mg/kg. Nọc rắn cạp nia nam gây tử vong tới 50% ngay cả khi điều trị bằng huyết thanh chống nọc độc; còn khi không điều trị bằng huyết thanh thì tỷ lệ tử vong là 70% đối với người